# 1843
Portal Geschichte | Portal Biografien | Aktuelle Ereignisse | Jahreskalender | Tagesartikel

◄ |
18. Jahrhundert |
19. Jahrhundert
| 20. Jahrhundert | ►

◄ |
1810er |
1820er |
1830er |
1840er
| 1850er | 1860er | 1870er | ►

◄◄ |
◄ |
1839 |
1840 |
1841 |
1842 |
1843
| 1844 | 1845 | 1846 | 1847 | ► | ►►
Staatsoberhäupter  · Nekrolog  · Literaturjahr · Musikjahr
| Januar | Januar | Januar | Januar | Januar | Januar | Januar | Januar |
| Kw     | Mo     | Di     | Mi     | Do     | Fr     | Sa     | So     |
| ------ | ------ | ------ | ------ | ------ | ------ | ------ | ------ |
| 52     |        |        |        |        |        |        | 1      |
| 1      | 2      | 3      | 4      | 5      | 6      | 7      | 8      |
| 2      | 9      | 10     | 11     | 12     | 13     | 14     | 15     |
| 3      | 16     | 17     | 18     | 19     | 20     | 21     | 22     |
| 4      | 23     | 24     | 25     | 26     | 27     | 28     | 29     |
| 5      | 30     | 31     |        |        |        |        |        |

| Februar | Februar | Februar | Februar | Februar | Februar | Februar | Februar |
| Kw      | Mo      | Di      | Mi      | Do      | Fr      | Sa      | So      |
| ------- | ------- | ------- | ------- | ------- | ------- | ------- | ------- |
| 5       |         |         | 1       | 2       | 3       | 4       | 5       |
| 6       | 6       | 7       | 8       | 9       | 10      | 11      | 12      |
| 7       | 13      | 14      | 15      | 16      | 17      | 18      | 19      |
| 8       | 20      | 21      | 22      | 23      | 24      | 25      | 26      |
| 9       | 27      | 28      |         |         |         |         |         |

| März | März | März | März | März | März | März | März |
| Kw   | Mo   | Di   | Mi   | Do   | Fr   | Sa   | So   |
| ---- | ---- | ---- | ---- | ---- | ---- | ---- | ---- |
| 9    |      |      | 1    | 2    | 3    | 4    | 5    |
| 10   | 6    | 7    | 8    | 9    | 10   | 11   | 12   |
| 11   | 13   | 14   | 15   | 16   | 17   | 18   | 19   |
| 12   | 20   | 21   | 22   | 23   | 24   | 25   | 26   |
| 13   | 27   | 28   | 29   | 30   | 31   |      |      |

| April | April | April | April | April | April | April | April |
| Kw    | Mo    | Di    | Mi    | Do    | Fr    | Sa    | So    |
| ----- | ----- | ----- | ----- | ----- | ----- | ----- | ----- |
| 13    |       |       |       |       |       | 1     | 2     |
| 14    | 3     | 4     | 5     | 6     | 7     | 8     | 9     |
| 15    | 10    | 11    | 12    | 13    | 14    | 15    | 16    |
| 16    | 17    | 18    | 19    | 20    | 21    | 22    | 23    |
| 17    | 24    | 25    | 26    | 27    | 28    | 29    | 30    |

| Mai | Mai | Mai | Mai | Mai | Mai | Mai | Mai |
| Kw  | Mo  | Di  | Mi  | Do  | Fr  | Sa  | So  |
| --- | --- | --- | --- | --- | --- | --- | --- |
| 18  | 1   | 2   | 3   | 4   | 5   | 6   | 7   |
| 19  | 8   | 9   | 10  | 11  | 12  | 13  | 14  |
| 20  | 15  | 16  | 17  | 18  | 19  | 20  | 21  |
| 21  | 22  | 23  | 24  | 25  | 26  | 27  | 28  |
| 22  | 29  | 30  | 31  |     |     |     |     |

| Juni | Juni | Juni | Juni | Juni | Juni | Juni | Juni |
| Kw   | Mo   | Di   | Mi   | Do   | Fr   | Sa   | So   |
| ---- | ---- | ---- | ---- | ---- | ---- | ---- | ---- |
| 22   |      |      |      | 1    | 2    | 3    | 4    |
| 23   | 5    | 6    | 7    | 8    | 9    | 10   | 11   |
| 24   | 12   | 13   | 14   | 15   | 16   | 17   | 18   |
| 25   | 19   | 20   | 21   | 22   | 23   | 24   | 25   |
| 26   | 26   | 27   | 28   | 29   | 30   |      |      |

| Juli | Juli | Juli | Juli | Juli | Juli | Juli | Juli |
| Kw   | Mo   | Di   | Mi   | Do   | Fr   | Sa   | So   |
| ---- | ---- | ---- | ---- | ---- | ---- | ---- | ---- |
| 26   |      |      |      |      |      | 1    | 2    |
| 27   | 3    | 4    | 5    | 6    | 7    | 8    | 9    |
| 28   | 10   | 11   | 12   | 13   | 14   | 15   | 16   |
| 29   | 17   | 18   | 19   | 20   | 21   | 22   | 23   |
| 30   | 24   | 25   | 26   | 27   | 28   | 29   | 30   |
| 31   | 31   |      |      |      |      |      |      |

| August | August | August | August | August | August | August | August |
| Kw     | Mo     | Di     | Mi     | Do     | Fr     | Sa     | So     |
| ------ | ------ | ------ | ------ | ------ | ------ | ------ | ------ |
| 31     |        | 1      | 2      | 3      | 4      | 5      | 6      |
| 32     | 7      | 8      | 9      | 10     | 11     | 12     | 13     |
| 33     | 14     | 15     | 16     | 17     | 18     | 19     | 20     |
| 34     | 21     | 22     | 23     | 24     | 25     | 26     | 27     |
| 35     | 28     | 29     | 30     | 31     |        |        |        |

| September | September | September | September | September | September | September | September |
| Kw        | Mo        | Di        | Mi        | Do        | Fr        | Sa        | So        |
| --------- | --------- | --------- | --------- | --------- | --------- | --------- | --------- |
| 35        |           |           |           |           | 1         | 2         | 3         |
| 36        | 4         | 5         | 6         | 7         | 8         | 9         | 10        |
| 37        | 11        | 12        | 13        | 14        | 15        | 16        | 17        |
| 38        | 18        | 19        | 20        | 21        | 22        | 23        | 24        |
| 39        | 25        | 26        | 27        | 28        | 29        | 30        |           |

| Oktober | Oktober | Oktober | Oktober | Oktober | Oktober | Oktober | Oktober |
| Kw      | Mo      | Di      | Mi      | Do      | Fr      | Sa      | So      |
| ------- | ------- | ------- | ------- | ------- | ------- | ------- | ------- |
| 39      |         |         |         |         |         |         | 1       |
| 40      | 2       | 3       | 4       | 5       | 6       | 7       | 8       |
| 41      | 9       | 10      | 11      | 12      | 13      | 14      | 15      |
| 42      | 16      | 17      | 18      | 19      | 20      | 21      | 22      |
| 43      | 23      | 24      | 25      | 26      | 27      | 28      | 29      |
| 44      | 30      | 31      |         |         |         |         |         |

| November | November | November | November | November | November | November | November |
| Kw       | Mo       | Di       | Mi       | Do       | Fr       | Sa       | So       |
| -------- | -------- | -------- | -------- | -------- | -------- | -------- | -------- |
| 44       |          |          | 1        | 2        | 3        | 4        | 5        |
| 45       | 6        | 7        | 8        | 9        | 10       | 11       | 12       |
| 46       | 13       | 14       | 15       | 16       | 17       | 18       | 19       |
| 47       | 20       | 21       | 22       | 23       | 24       | 25       | 26       |
| 48       | 27       | 28       | 29       | 30       |          |          |          |

| Dezember | Dezember | Dezember | Dezember | Dezember | Dezember | Dezember | Dezember |
| Kw       | Mo       | Di       | Mi       | Do       | Fr       | Sa       | So       |
| -------- | -------- | -------- | -------- | -------- | -------- | -------- | -------- |
| 48       |          |          |          |          | 1        | 2        | 3        |
| 49       | 4        | 5        | 6        | 7        | 8        | 9        | 10       |
| 50       | 11       | 12       | 13       | 14       | 15       | 16       | 17       |
| 51       | 18       | 19       | 20       | 21       | 22       | 23       | 24       |
| 52       | 25       | 26       | 27       | 28       | 29       | 30       | 31       |

| Januar | Januar | Januar | Januar | Januar | Januar | Januar | Januar |
| Kw     | Mo     | Di     | Mi     | Do     | Fr     | Sa     | So     |
| ------ | ------ | ------ | ------ | ------ | ------ | ------ | ------ |
| 52     |        |        |        |        |        |        | 1      |
| 1      | 2      | 3      | 4      | 5      | 6      | 7      | 8      |
| 2      | 9      | 10     | 11     | 12     | 13     | 14     | 15     |
| 3      | 16     | 17     | 18     | 19     | 20     | 21     | 22     |
| 4      | 23     | 24     | 25     | 26     | 27     | 28     | 29     |
| 5      | 30     | 31     |        |        |        |        |        |

| Februar | Februar | Februar | Februar | Februar | Februar | Februar | Februar |
| Kw      | Mo      | Di      | Mi      | Do      | Fr      | Sa      | So      |
| ------- | ------- | ------- | ------- | ------- | ------- | ------- | ------- |
| 5       |         |         | 1       | 2       | 3       | 4       | 5       |
| 6       | 6       | 7       | 8       | 9       | 10      | 11      | 12      |
| 7       | 13      | 14      | 15      | 16      | 17      | 18      | 19      |
| 8       | 20      | 21      | 22      | 23      | 24      | 25      | 26      |
| 9       | 27      | 28      |         |         |         |         |         |

| März | März | März | März | März | März | März | März |
| Kw   | Mo   | Di   | Mi   | Do   | Fr   | Sa   | So   |
| ---- | ---- | ---- | ---- | ---- | ---- | ---- | ---- |
| 9    |      |      | 1    | 2    | 3    | 4    | 5    |
| 10   | 6    | 7    | 8    | 9    | 10   | 11   | 12   |
| 11   | 13   | 14   | 15   | 16   | 17   | 18   | 19   |
| 12   | 20   | 21   | 22   | 23   | 24   | 25   | 26   |
| 13   | 27   | 28   | 29   | 30   | 31   |      |      |

| April | April | April | April | April | April | April | April |
| Kw    | Mo    | Di    | Mi    | Do    | Fr    | Sa    | So    |
| ----- | ----- | ----- | ----- | ----- | ----- | ----- | ----- |
| 13    |       |       |       |       |       | 1     | 2     |
| 14    | 3     | 4     | 5     | 6     | 7     | 8     | 9     |
| 15    | 10    | 11    | 12    | 13    | 14    | 15    | 16    |
| 16    | 17    | 18    | 19    | 20    | 21    | 22    | 23    |
| 17    | 24    | 25    | 26    | 27    | 28    | 29    | 30    |

| Mai | Mai | Mai | Mai | Mai | Mai | Mai | Mai |
| Kw  | Mo  | Di  | Mi  | Do  | Fr  | Sa  | So  |
| --- | --- | --- | --- | --- | --- | --- | --- |
| 18  | 1   | 2   | 3   | 4   | 5   | 6   | 7   |
| 19  | 8   | 9   | 10  | 11  | 12  | 13  | 14  |
| 20  | 15  | 16  | 17  | 18  | 19  | 20  | 21  |
| 21  | 22  | 23  | 24  | 25  | 26  | 27  | 28  |
| 22  | 29  | 30  | 31  |     |     |     |     |

| Juni | Juni | Juni | Juni | Juni | Juni | Juni | Juni |
| Kw   | Mo   | Di   | Mi   | Do   | Fr   | Sa   | So   |
| ---- | ---- | ---- | ---- | ---- | ---- | ---- | ---- |
| 22   |      |      |      | 1    | 2    | 3    | 4    |
| 23   | 5    | 6    | 7    | 8    | 9    | 10   | 11   |
| 24   | 12   | 13   | 14   | 15   | 16   | 17   | 18   |
| 25   | 19   | 20   | 21   | 22   | 23   | 24   | 25   |
| 26   | 26   | 27   | 28   | 29   | 30   |      |      |

| Juli | Juli | Juli | Juli | Juli | Juli | Juli | Juli |
| Kw   | Mo   | Di   | Mi   | Do   | Fr   | Sa   | So   |
| ---- | ---- | ---- | ---- | ---- | ---- | ---- | ---- |
| 26   |      |      |      |      |      | 1    | 2    |
| 27   | 3    | 4    | 5    | 6    | 7    | 8    | 9    |
| 28   | 10   | 11   | 12   | 13   | 14   | 15   | 16   |
| 29   | 17   | 18   | 19   | 20   | 21   | 22   | 23   |
| 30   | 24   | 25   | 26   | 27   | 28   | 29   | 30   |
| 31   | 31   |      |      |      |      |      |      |

| August | August | August | August | August | August | August | August |
| Kw     | Mo     | Di     | Mi     | Do     | Fr     | Sa     | So     |
| ------ | ------ | ------ | ------ | ------ | ------ | ------ | ------ |
| 31     |        | 1      | 2      | 3      | 4      | 5      | 6      |
| 32     | 7      | 8      | 9      | 10     | 11     | 12     | 13     |
| 33     | 14     | 15     | 16     | 17     | 18     | 19     | 20     |
| 34     | 21     | 22     | 23     | 24     | 25     | 26     | 27     |
| 35     | 28     | 29     | 30     | 31     |        |        |        |

| September | September | September | September | September | September | September | September |
| Kw        | Mo        | Di        | Mi        | Do        | Fr        | Sa        | So        |
| --------- | --------- | --------- | --------- | --------- | --------- | --------- | --------- |
| 35        |           |           |           |           | 1         | 2         | 3         |
| 36        | 4         | 5         | 6         | 7         | 8         | 9         | 10        |
| 37        | 11        | 12        | 13        | 14        | 15        | 16        | 17        |
| 38        | 18        | 19        | 20        | 21        | 22        | 23        | 24        |
| 39        | 25        | 26        | 27        | 28        | 29        | 30        |           |

| Oktober | Oktober | Oktober | Oktober | Oktober | Oktober | Oktober | Oktober |
| Kw      | Mo      | Di      | Mi      | Do      | Fr      | Sa      | So      |
| ------- | ------- | ------- | ------- | ------- | ------- | ------- | ------- |
| 39      |         |         |         |         |         |         | 1       |
| 40      | 2       | 3       | 4       | 5       | 6       | 7       | 8       |
| 41      | 9       | 10      | 11      | 12      | 13      | 14      | 15      |
| 42      | 16      | 17      | 18      | 19      | 20      | 21      | 22      |
| 43      | 23      | 24      | 25      | 26      | 27      | 28      | 29      |
| 44      | 30      | 31      |         |         |         |         |         |

| November | November | November | November | November | November | November | November |
| Kw       | Mo       | Di       | Mi       | Do       | Fr       | Sa       | So       |
| -------- | -------- | -------- | -------- | -------- | -------- | -------- | -------- |
| 44       |          |          | 1        | 2        | 3        | 4        | 5        |
| 45       | 6        | 7        | 8        | 9        | 10       | 11       | 12       |
| 46       | 13       | 14       | 15       | 16       | 17       | 18       | 19       |
| 47       | 20       | 21       | 22       | 23       | 24       | 25       | 26       |
| 48       | 27       | 28       | 29       | 30       |          |          |          |

| Dezember | Dezember | Dezember | Dezember | Dezember | Dezember | Dezember | Dezember |
| Kw       | Mo       | Di       | Mi       | Do       | Fr       | Sa       | So       |
| -------- | -------- | -------- | -------- | -------- | -------- | -------- | -------- |
| 48       |          |          |          |          | 1        | 2        | 3        |
| 49       | 4        | 5        | 6        | 7        | 8        | 9        | 10       |
| 50       | 11       | 12       | 13       | 14       | 15       | 16       | 17       |
| 51       | 18       | 19       | 20       | 21       | 22       | 23       | 24       |
| 52       | 25       | 26       | 27       | 28       | 29       | 30       | 31       |

## Ereignisse

### Politik und Weltgeschehen

#### Europa

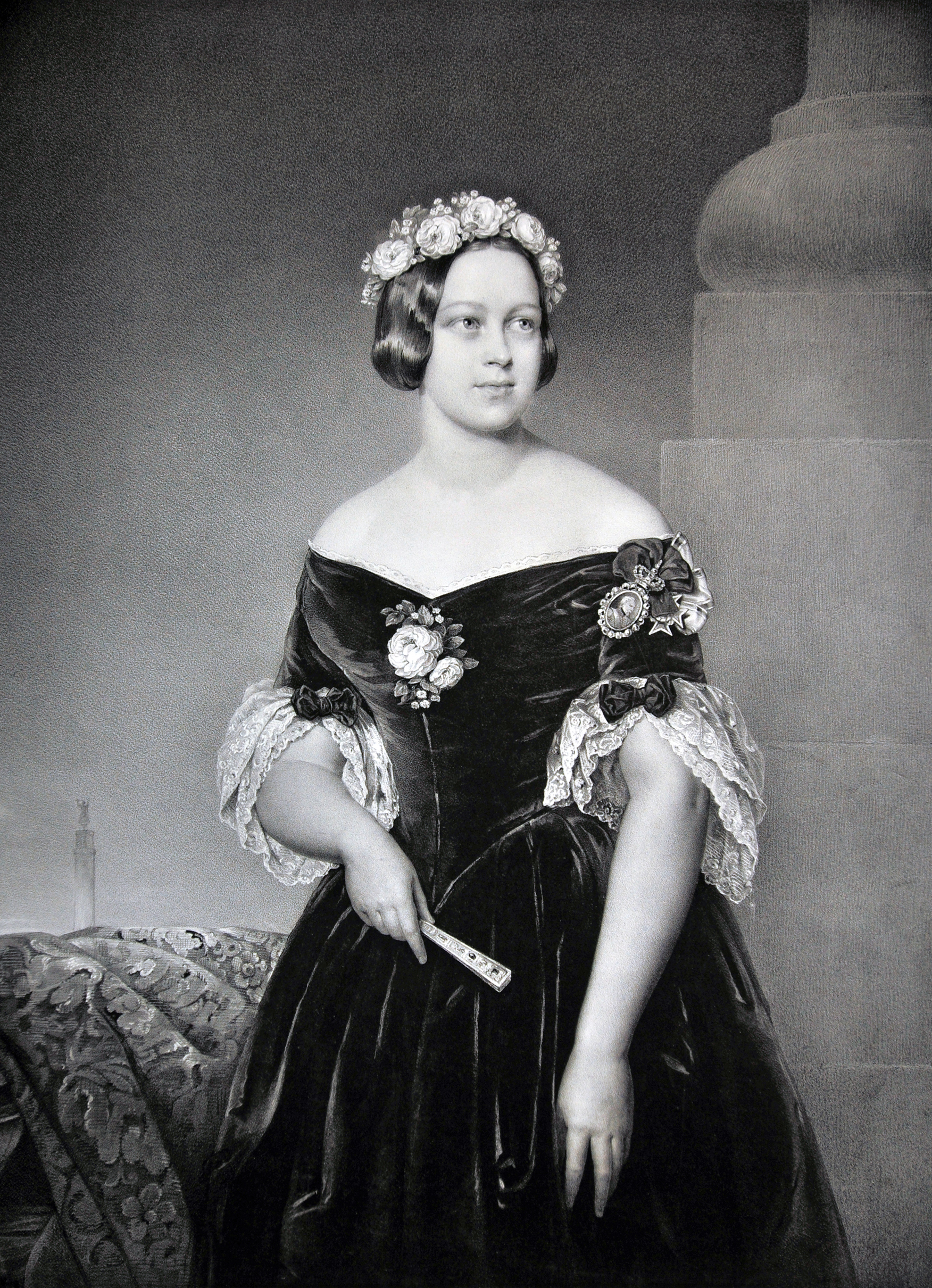
Prinzessin Marie von Sachsen-Altenburg nach der Hochzeit mit Georg V.

- 18. Februar: Georg V., König von Hannover heiratet Marie, Prinzessin von Sachsen-Altenburg in Hannover.
- 18. März: Karl Marx beendet seine Arbeit bei der „Rheinischen Zeitung“ in Köln als Redakteur wegen politischer Zensur.
- 3. September: Griechenland wird durch einen Staatsstreich zur konstitutionellen Monarchie. König Otto I. findet sich damit ab, dass er ab dem 15. September die Macht mit dem ersten Ministerpräsidenten Andreas Metaxas teilen muss.
- 8. November: Die spanischen Cortes erklären die 13-jährige Königin Isabella II. für mündig.

#### Asien
- 24. März: Mit der Einnahme von Hyderabad am Indus erlangen die Truppen der Briten unter General Charles James Napier die Herrschaft über das Gebiet von Sindh.
- 26. Juni: Nach dem Austausch der Ratifikationsurkunden über den Vertrag von Nanking in Hongkong wird Hongkong zur britischen Kronkolonie proklamiert.
- 8. Oktober: Großbritannien zwingt China den Vertrag von Humen als Ergänzung zum Vertrag von Nanking auf und lässt sich in diesem ungleichen Vertrag die Meistbegünstigungsklausel einräumen.
- Portugal tritt die Komoren an Frankreich ab.
- Die Quʿaiti-Dynastie gründet das Sultanat von Shihr und Mukalla.

#### Amerika
- 2. Mai: Die ersten deutschen Einwanderer treffen im chilenischen Hafen ein. Sie siedeln sich hauptsächlich um den Llanquihue-See an.
- 22. Mai: Im Auftrag des chilenischen Präsidenten Manuel Bulnes Prieto macht sich eine Expedition unter John Williams Wilson von Ancud aus auf den Weg zur Südspitze des Kontinents, um die dortigen Gebietsansprüche Chiles zu untermauern. An der Expedition nimmt auch der preußische Abenteurer Bernhard Eunom Philippi teil. Am 21. September erreichen sie die Magellanstraße und errichten das Fuerte Bulnes, das am 30. Oktober offiziell gegründet wird. Allerdings haben die Expeditionsteilnehmer die schwierigen klimatischen Bedingungen am äußersten Ende des Kontinents unterschätzt. Viele der Kolonialisten verlassen das Fuerte Bulnes nach kurzer Zeit, sodass keine dauerhafte Besiedlung erfolgt.

#### Afrika
- Der Franzose Antoine Thomson d’Abbadie erreicht als erster Europäer das Königreich Kaffa.

#### Ozeanien
- 17. Juni: Mit dem Wairau-Tumult auf der neuseeländischen Südinsel beginnen die Neuseelandkriege zwischen den Māori und den europäischen Siedlern in Neuseeland.

### Wirtschaft
- 23. Januar: Jacob Christoph Rad erhält ein fünf Jahre gültiges österreichisches Privileg auf seine Erfindung der Würfelzuckerpresse. Der Würfelzucker kommt in den Gebrauch.
- 4. März: Die Erstausgabe der illustrierten Wochenzeitung L’Illustration erscheint in Paris.
- 18. April: Mit dem Eisenbahngesetz im Königreich Württemberg werden die Königlich Württembergischen Staats-Eisenbahnen gegründet.
- 2. Mai: Einweihung der Eisenbahnverbindung Paris-Orléans.
- 1. Juli: In Leipzig erscheint die Erstausgabe der Illustrirten Zeitung als Lizenzausgabe der 1842 in England gegründeten Zeitschrift The Illustrated London News.
- 1. August: Zweite Gründung der Magdeburger Börse
- 2. September: In London wird die Zeitschrift The Economist gegründet.
- 1. Oktober: Die britische Wochenzeitung News of the World erscheint erstmals. Sie wird von John Browne Bell in London herausgegeben.

- Im Kochbuch Neustes süddeutsches Kochbuch für alle Stände von Viktorine Schiller ist erstmals ein Rezept für süßen Senf belegt.

### Wissenschaft und Technik

#### Astronomie

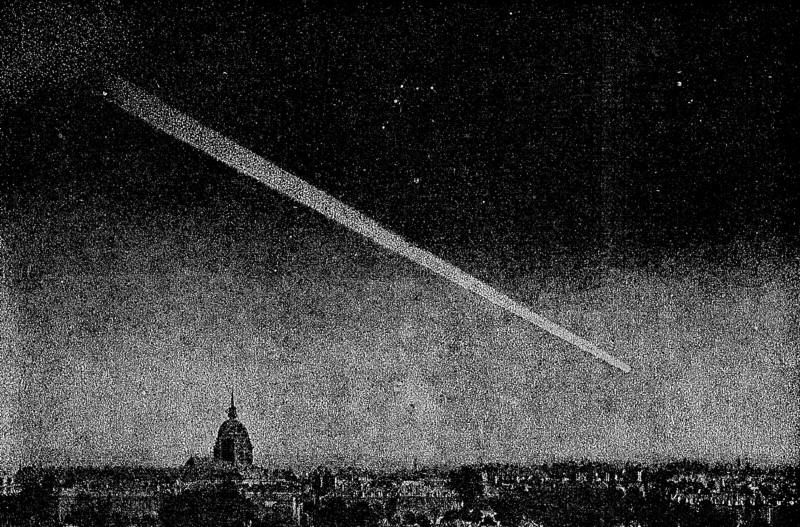
Der Große Komet von 1843

- 5. Februar: Der Große Märzkomet von 1843, ein Mitglied der Kreutz-Gruppe, wird entdeckt. Der äußerst helle Schweifstern ist einer der Großen Kometen des 19. Jahrhunderts.
- Johann Friedrich Benzenberg gründet in Bilk eine private Sternwarte, die er Charlottenruhe nennt.

#### Mathematik und Physik
- 16. Oktober: Dem Mathematiker William Rowan Hamilton fällt unterwegs in einem Geistesblitz die Formel für Quaternionen (hyperkomplexe Zahlen) ein. Er ritzt sie in einen Stein der Broom Bridge in Dublin.
- 13. November: William Rowan Hamilton stellt auf einem Vortrag vor der Royal Irish Academy in Dublin seine Theorie der Quaternionen vor, die erstmals auch eine Unterscheidung zwischen skalaren und Vektor-Kräften darstellt.
- Heinrich Gustav von Magnus führt in Berlin sein „Physikalisches Colloquium“ ein, das ab 1845 zur „Physikalischen Gesellschaft“ wird (heute Deutsche Physikalische Gesellschaft).
- Michael Faraday führt erstmals die galvanische Vernickelung durch.

#### Lehre und Forschung
- 17. September: Die Universidad de Chile in Santiago de Chile wird offiziell ihrer Bestimmung übergeben.
- Die erste Universität Costa Ricas, die Universidad de Santo Tomás, wird in San José gegründet.

#### Naturwissenschaften
- 27. Mai: Der Schweizerische Forstverein wird gegründet.

#### Technische Errungenschaften
- 25. März: Der erste einen Fluss unterquerende Tunnel wird nach 18 Jahren Bauzeit in London eröffnet. Den unter Leitung von Marc Isambard Brunel und seinem Sohn Isambard Kingdom Brunel entstandenen Thames Tunnel können in den Anfangsjahren ausschließlich Fußgänger benutzen.
- 15. Oktober: Mit der Bahnstrecke Liège—Aachen geht die erste grenzüberschreitende Bahnverbindung der Welt in Betrieb.

### Kultur

#### Bildende Kunst
- 23. April: Nahe der Leipziger Thomaskirche wird das erste Bach-Denkmal enthüllt.

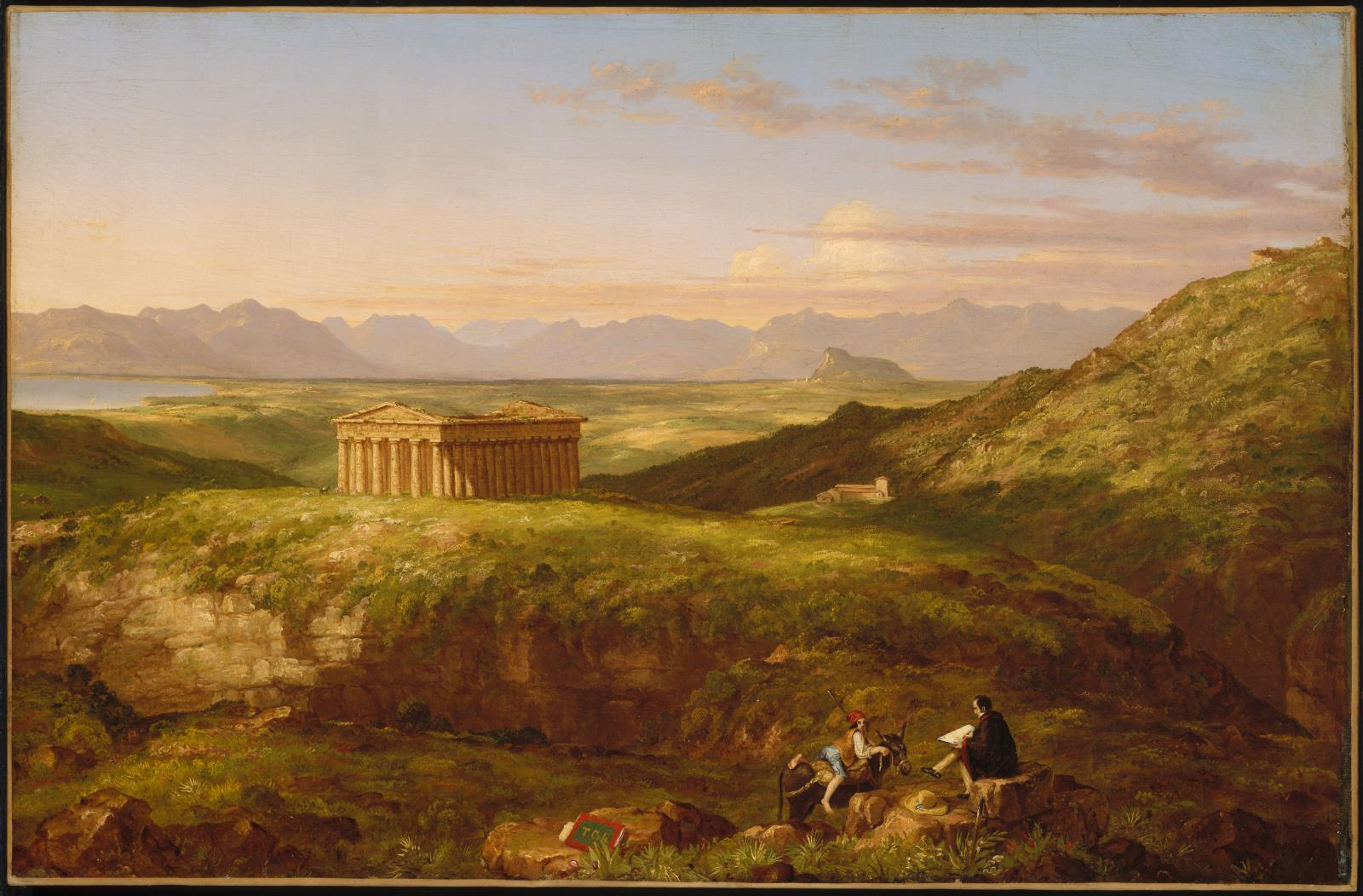
Thomas Cole: Der Tempel von Segesta

- Die Staatsgalerie Stuttgart wird als „Museum der Bildenden Künste“ eröffnet.

#### Musik und Theater

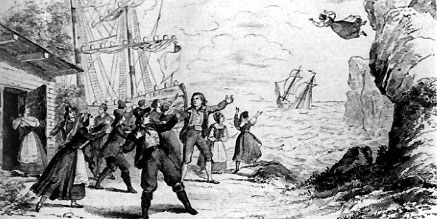
Der Fliegende Holländer 1843

- 2. Januar: Die Oper Der fliegende Holländer von Richard Wagner wird in Dresden mit mäßigem Erfolg uraufgeführt. Bereits nach vier Aufführungen wird sie wieder vom Spielplan des Königlichen Hoftheaters genommen. Richard Wagner dirigiert persönlich die Königlich Sächsische Hofkapelle.

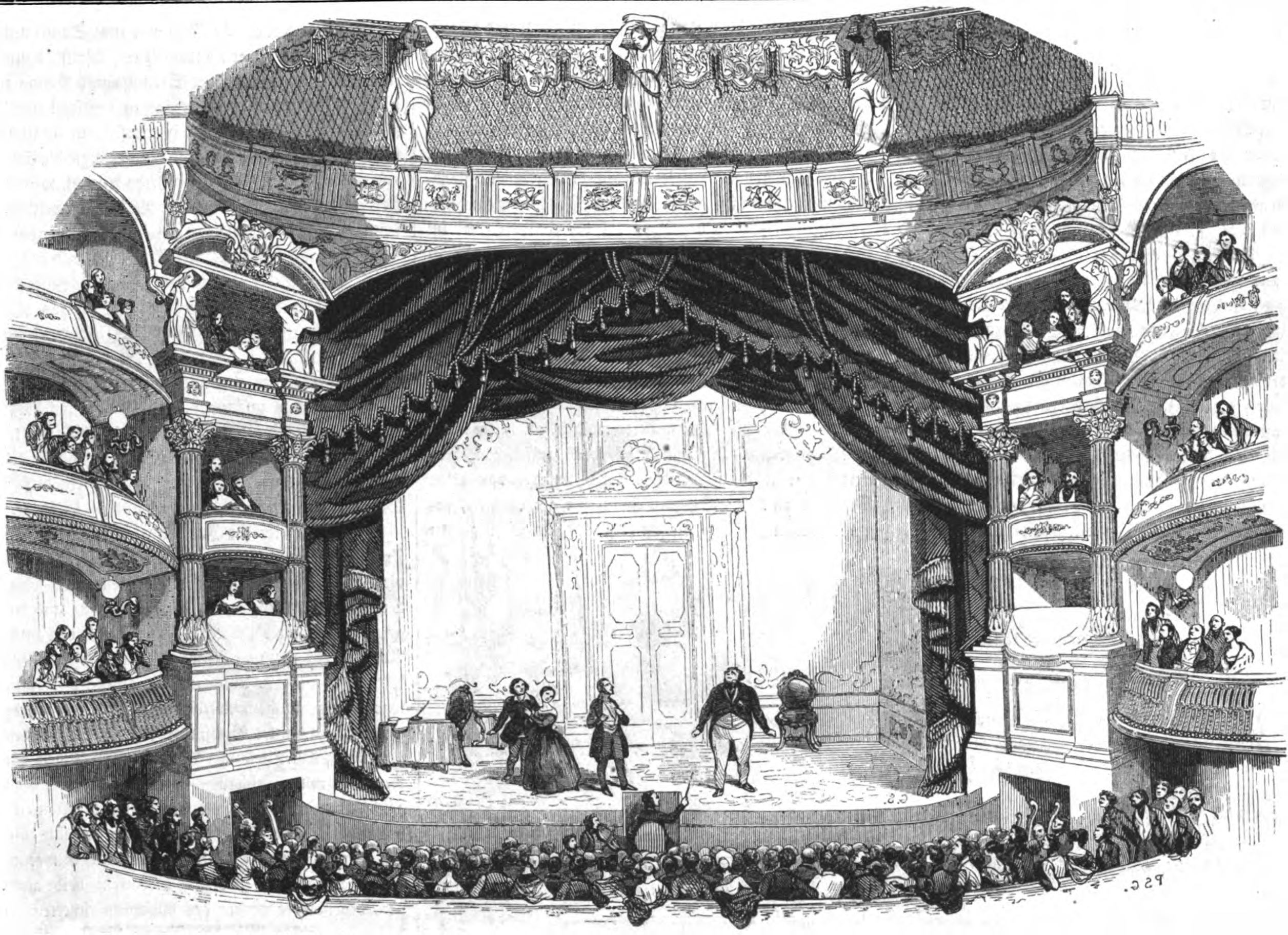
Don Pasquale, 2. Akt., Aufführung in Paris 1843

- 3. Januar: Am Théâtre-Italien in Paris erfolgt die Uraufführung der komischen Oper Don Pasquale von Gaetano Donizetti. Das Libretto stammt von Giovanni Domenico Ruffini.
- 16. Januar: Die Uraufführung der Oper Le Part du diable (Des Teufels Anteil) von Daniel-François-Esprit Auber erfolgt an der Opéra-Comique in Paris.

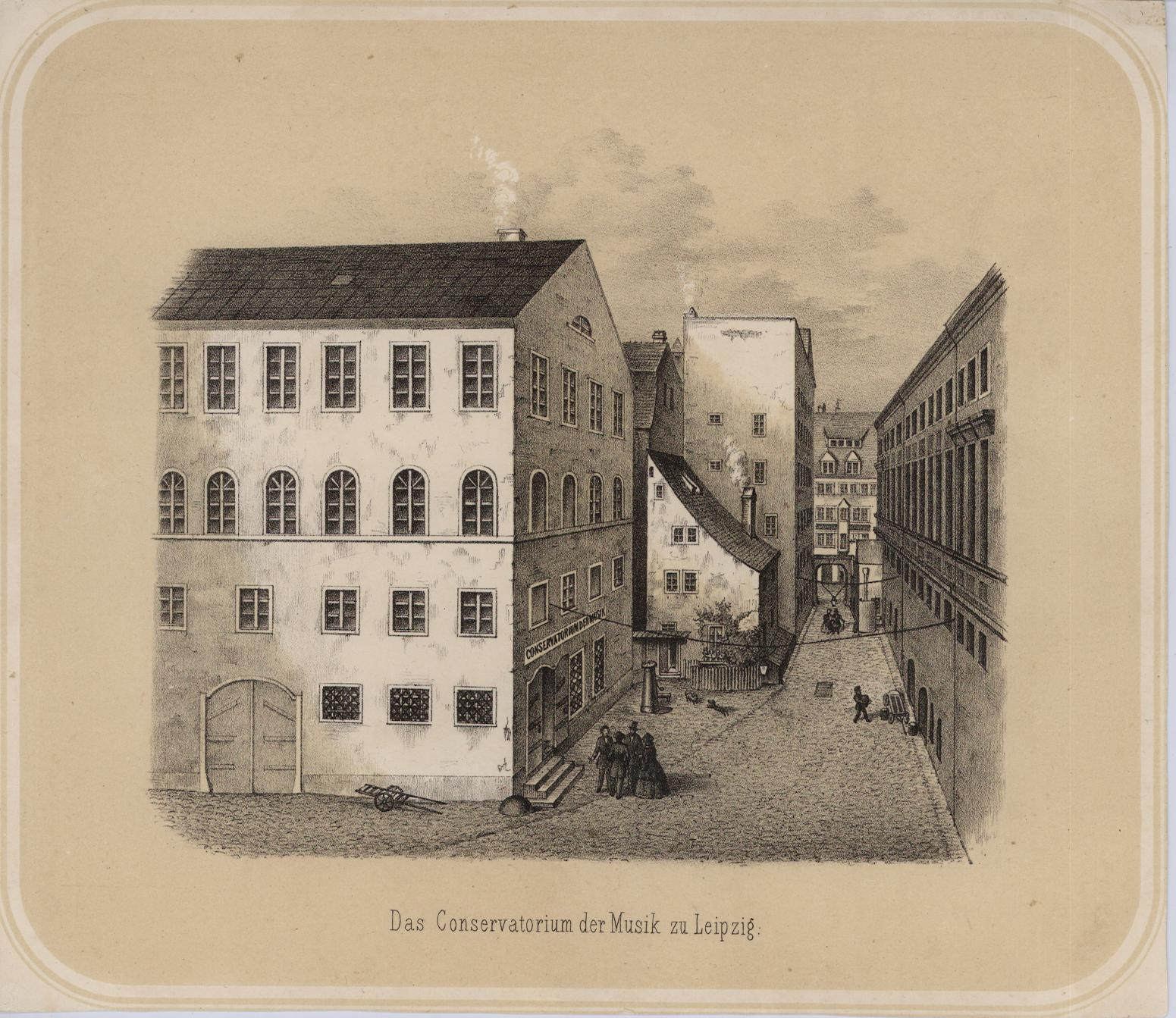
Das Conservatorium der Musik zu Leipzig, um 1850

- 2. April: Der Gewandhauskapellmeister und Komponist Felix Mendelssohn Bartholdy gründet in Leipzig das Conservatorium der Musik.
- 15. März: Die Oper Charles VI von Fromental Halévy wird mit Erfolg an der Pariser Oper uraufgeführt. Das Libretto stammt von den Brüdern Casimir und Germain Delavigne.
- 10. Mai: Die Uraufführung der Oper Die sizilianische Vesper von Peter Joseph von Lindpaintner findet in Stuttgart statt.
- 5. Juni: Die Uraufführung der Oper Maria di Rohan von Gaetano Donizetti auf ein Libretto von Salvadore Cammarano erfolgt am Theater am Kärntnertor in Wien. Die Titelpartie singt Eugenia Tadolini, die beiden Protagonistenrollen Carlo Guasco und Giorgio Ronconi. Das Werk wird von der Wiener Kritik wohlwollende aufgenommen und in den nächsten zwanzig Jahren in ganz Europa gespielt.
- 9. November: Chéri Maurice eröffnet in Hamburg das Thalia Theater.

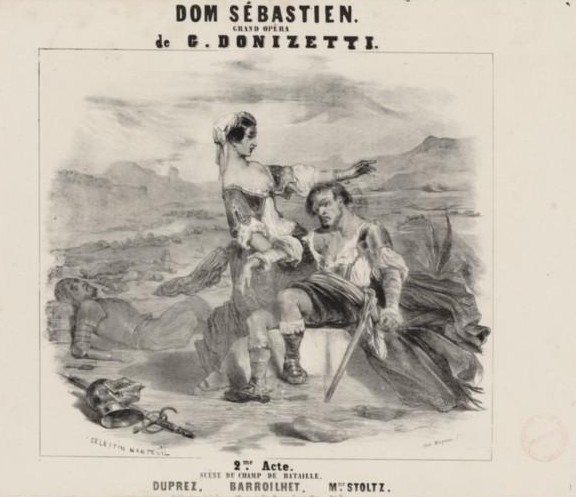
Dom Sébastien – Szene aus dem 2. Akt 1843/44

- 13. November: Die Oper Dom Sébastien von Gaetano Donizetti wird an der Grand Opéra Paris uraufgeführt. Das Libretto stammt von Eugène Scribe. Obwohl mit Rosine Stoltz und Gilbert Duprez eine Starbesetzung aufgeboten werden kann, wird das Werk von der Kritik nur lauwarm aufgenommen.
- 17. November: Bei der Uraufführung von Nur Ruhe!, einer Posse mit Gesang von Johann Nestroy, kommt es zu Publikumsprotesten. Das Stück wird nach der vierten Aufführung vom Spielplan gestrichen.
- 2. Dezember: Die Uraufführung der Operette Jag går i kloster (Ich gehe ins Kloster) von Franz Berwald findet am Königlichen Theater in Stockholm statt.
- 17. Dezember: Der am 6. Oktober von August Schmidt gegründete Wiener Männergesang-Verein hat seinen ersten öffentlichen Auftritt. Als erste Chormeister fungieren Anton M. Storch und Gustav Barth.

#### Literatur

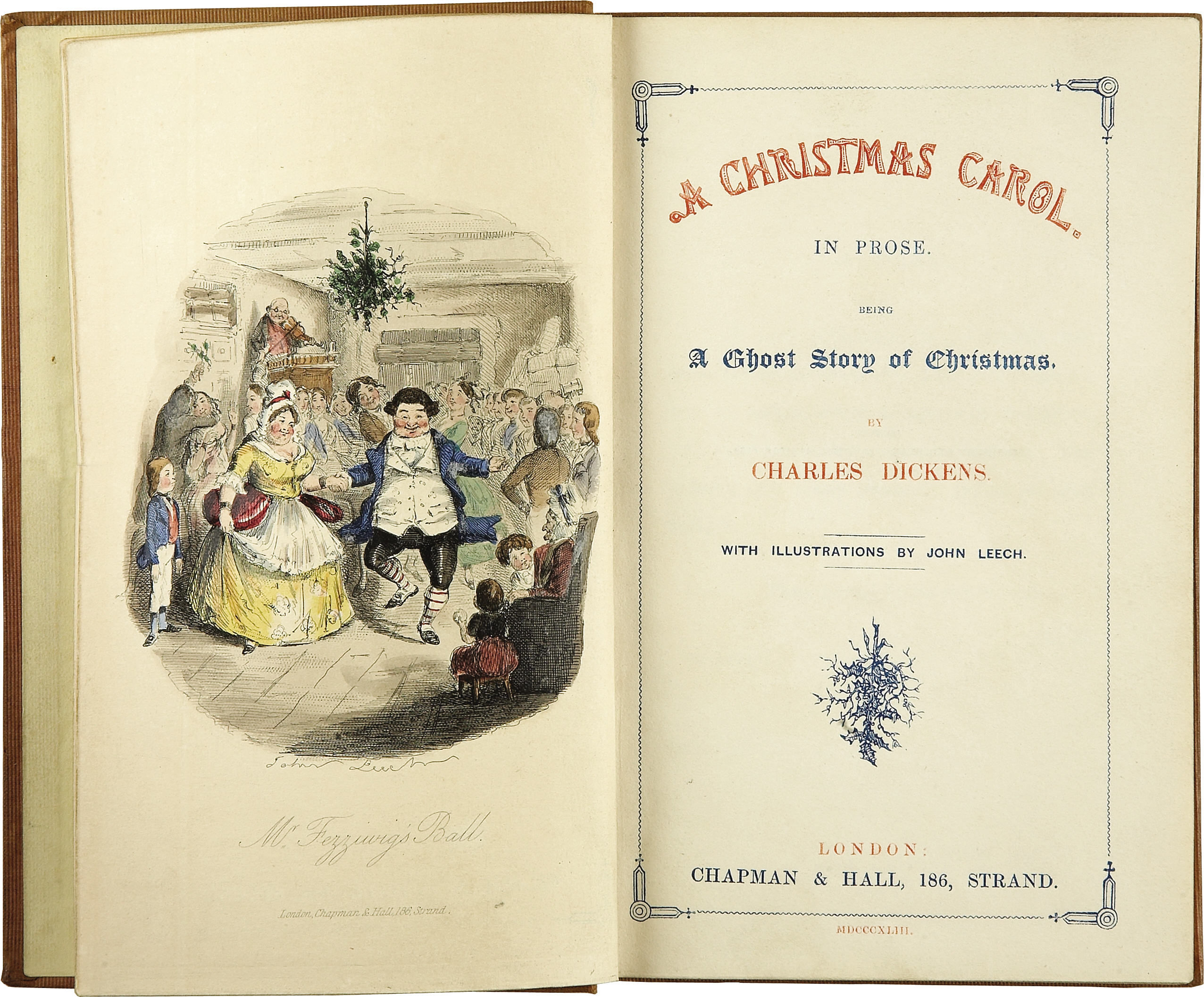
Titelblatt der Erstausgabe von A Christmas Carol, kolorierte Illustration von John Leech

#### Sonstiges
- 17. Juni: Das Bunker Hill Monument wird feierlich eingeweiht. Es erinnert an die Schlacht im Jahr 1775 im Amerikanischen Unabhängigkeitskrieg. Das Heranschaffen des Baustoffs für den Obelisken geschah mit der eigens dafür errichteten Granite Railway.
- 21. Juli: Der Zoo Antwerpen wird gegründet, der erste in Belgien.
- 15. August: Der Tivoli in Kopenhagen wird eröffnet.

### Gesellschaft und Religion
- 5. März: Ein Krankenunterstützungsverein für Tabakfabrikarbeiter in Nürnberg, Ursprung der Universa Versicherungen, wird gegründet.

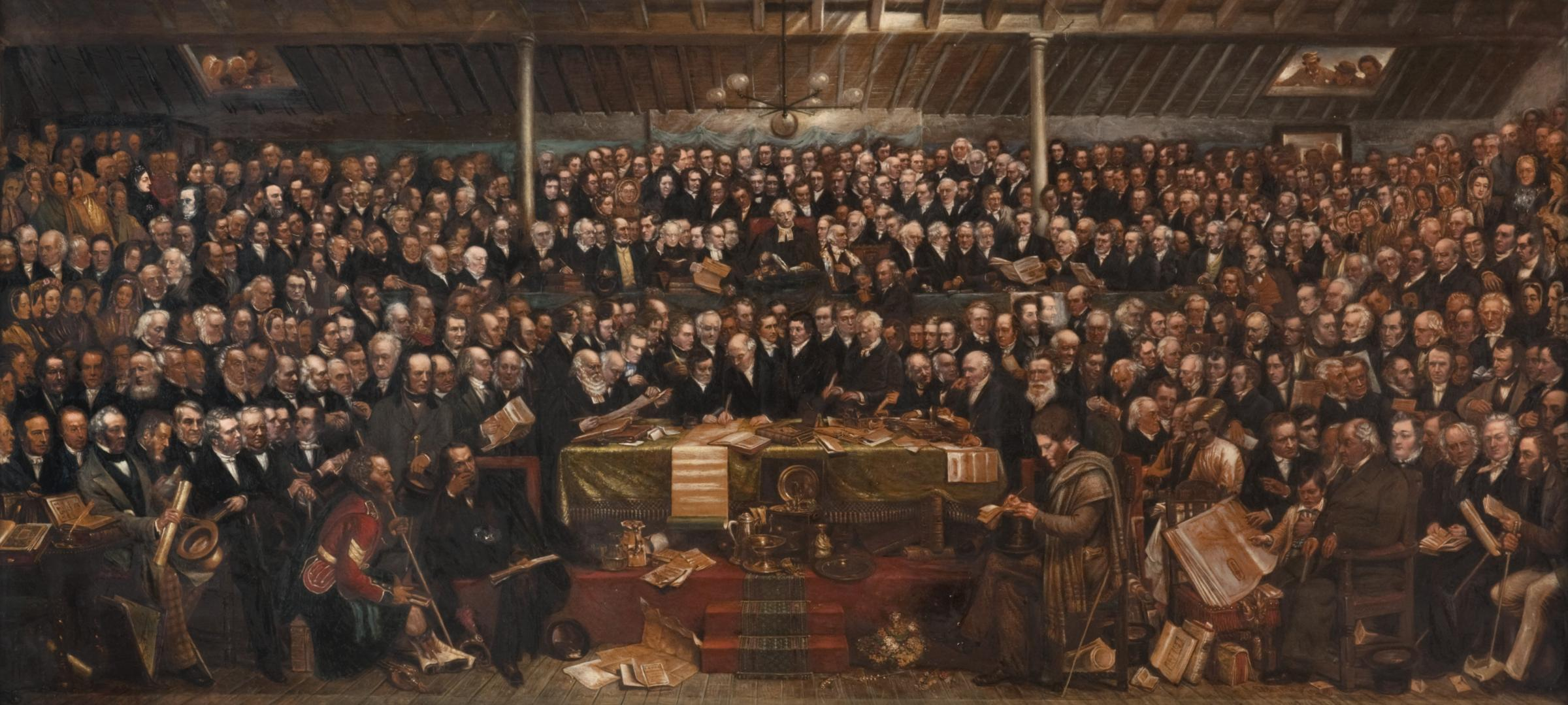
Gründungsversammlung der Free Church of Scotland (Gemälde von David Octavius Hill)

- 18. Mai: Bei der sogenannten „Disruption“ treten gut ein Drittel der Pfarrer und etwa die Hälfte der Gemeindeglieder aus der Church of Scotland aus und gründen die Free Church of Scotland.
- 19. Juni: Karl Marx heiratet Jenny von Westphalen in Bad Kreuznach.
- 13. Oktober: Die jüdische Organisation B’nai B’rith, die sich der Förderung von Toleranz, Humanität und Wohlfahrt verschreibt, wird in New York als geheime Loge von zwölf jüdischen Einwanderern aus Deutschland gegründet. Ein weiteres Ziel von B’nai B’rith ist die Aufklärung über das Judentum und die Erziehung innerhalb des Judentums.

### Katastrophen
- 8. Februar: Bei einem Erdbeben in den Kleinen Antillen wird die Stadt Pointe-à-Pitre zerstört.
- 8. Juli: Das Wanganui-Erdbeben von 1843 ist das erste offiziell in Neuseeland registrierte Erdbeben. Zwei Menschen kommen ums Leben, zahlreiche Häuser werden zerstört.

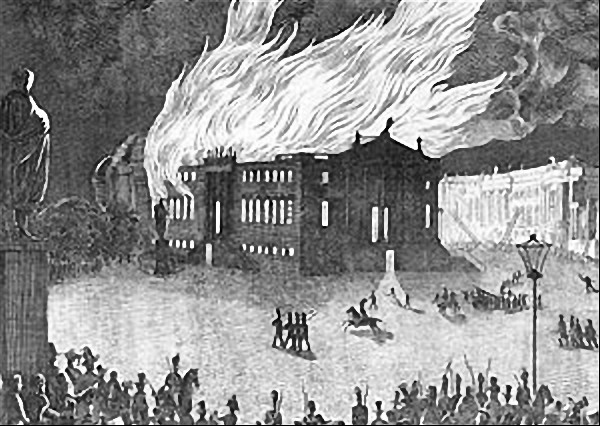
Brand der Berliner Oper

- 18./19. August: Die Königliche Oper in Berlin wird durch einen Brand vollständig zerstört.

## Geboren

### Januar/Februar
- 08. Januar: Frederick George Abberline, britischer Inspektor († 1929)
- 08. Januar: Karl Eduard Heusner, deutscher Vizeadmiral († 1891)
- 10. Januar: Carroll Smalley Page, US-amerikanischer Politiker († 1925)
- 11. Januar: Adolf Eberle, deutscher Maler († 1914)
- 11. Januar: Urs Viktor Heutschi, Schweizer Bankier und Politiker († 1899)
- 11. Januar: Adolf Philippi, deutscher klassischer Philologe und Kunsthistoriker († 1918)
- 13. Januar: David Ferrier, britischer Neurowissenschaftler († 1928)
- 13. Januar: Adrian Spamann, deutsch-lothringischer Orgelbauer († 1928)
- 17. Januar: Anton Thraen, deutscher Astronom († 1902)
- 19. Januar: Arnold Bovet, Schweizer freikirchlicher Pfarrer († 1903)
- 20. Januar: Giulio Ascoli, italienischer Mathematiker († 1896)
- 20. Januar: Pierre Paul Cambon, französischer Botschafter in Großbritannien († 1924)
- 21. Januar: Émile Levassor, französischer Automobilpionier und Rennfahrer († 1897)
- 21. Januar: Theodor Otto, deutscher Ingenieur und Unternehmer († 1902)
- 21. Januar: Louis A. Wiltz, US-amerikanischer Politiker († 1881)
- 22. Januar: Friedrich Blass, deutscher Philologe († 1907)
- 22. Januar: Ludwig Winter, deutscher Architekt († 1930)
- 23. Januar: Bolko von Hochberg, deutscher Diplomat, Intendant und Komponist († 1926)
- 24. Januar: Franziska Tiburtius, deutsche Ärztin und Frauenrechtlerin († 1927)
- 25. Januar: Hermann Amandus Schwarz, deutscher Mathematiker († 1921)

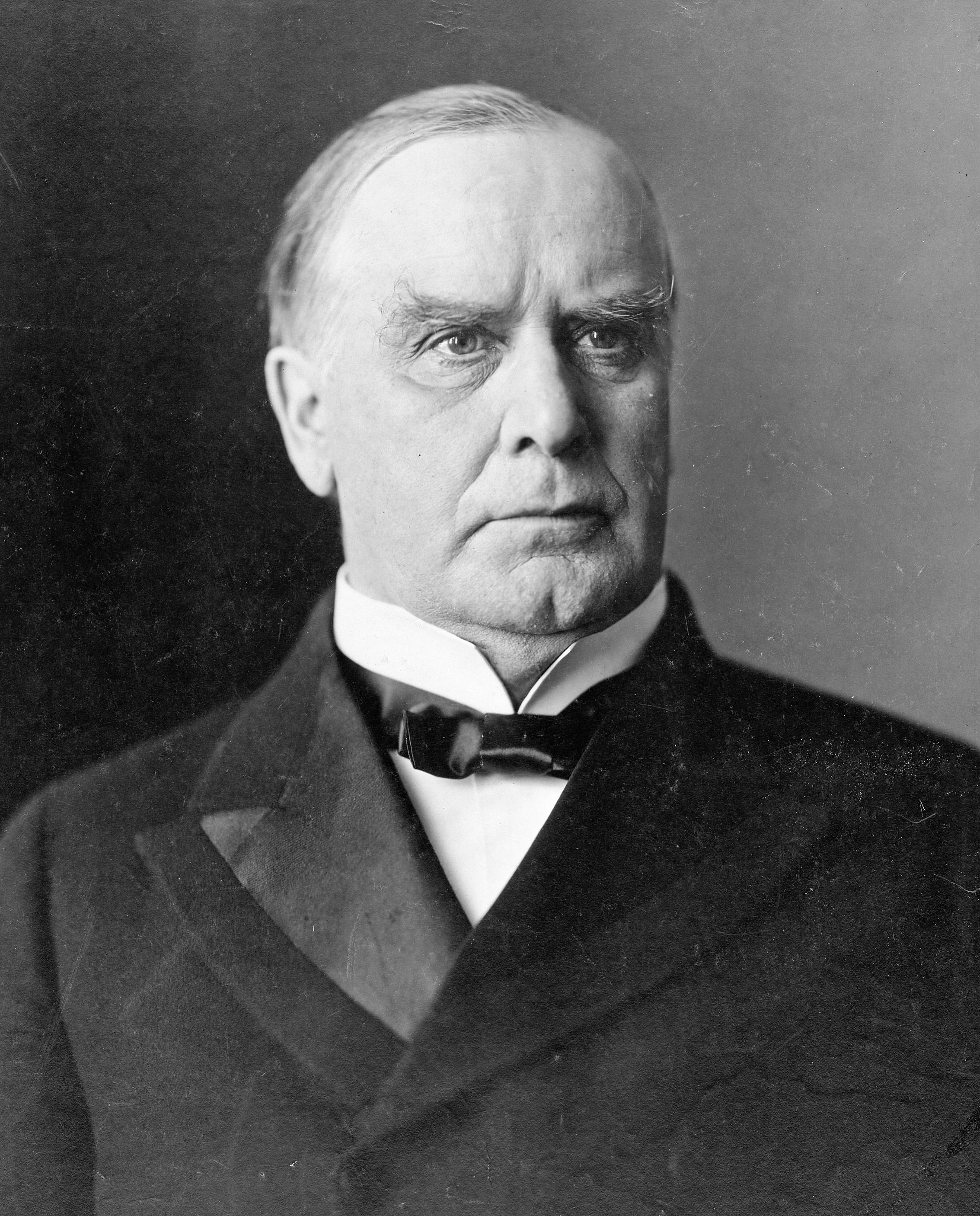
William McKinley, 1900

- 29. Januar: William McKinley, US-amerikanischer Politiker, 25. Präsident der USA († 1901)
- 30. Januar: Peter Adolph Rudolph Ibach, Klavierbauer, Unternehmer und Mäzen († 1892)
- 01. Februar: Paul Kupelwieser, österreichischer Industrieller († 1919)
- 01. Februar: John Isaac Thornycroft, englischer Ingenieur († 1928)
- 02. Februar: Georges Favon, Schweizer Journalist und Politiker († 1902)
- 02. Februar: Knute Nelson, US-amerikanischer Politiker († 1923)
- 03. Februar: William Cornelius Van Horne, US-amerikanischer Eisenbahnpionier († 1915)
- 05. Februar: Franklin Taylor, englischer Pianist und Musikpädagoge († 1919)
- 06. Februar: Georg Arnould, deutscher Marine- und Armeemaler († 1913)
- 06. Februar: Frederic W. H. Myers, britischer Dichter, Kritiker und Essayist († 1901)
- 06. Februar: Paul Sébillot, französischer Erzählforscher, Maler und Schriftsteller († 1918)
- 09. Februar: Nathan Goff, US-amerikanischer Politiker († 1920)
- 09. Februar: William Taylor Thornton, US-amerikanischer Politiker († 1916)
- 14. Februar: Louis Diémer, französischer Pianist und Komponist († 1919)
- 16. Februar: Rudolph Blankenburg, US-amerikanischer Geschäftsmann und Politiker († 1918)
- 18. Februar: Adelina Patti, spanische Sopranistin († 1919)
- 20. Februar: Adrian Emmerich Andresen, deutscher Bildhauer und Porzellangestalter († 1902)
- 22. Februar: Alexander Schnütgen, deutscher Theologe und Kunstsammler († 1918)
- 24. Februar: Teófilo Braga, portugiesischer Literat und Staatsmann († 1924)
- 25. Februar: Karl Gussow, deutscher Maler († 1907)
- 26. Februar: Heinrich Winter, deutscher Maler († 1911)
- 28. Februar: Anna Peters, niederländische Malerin († 1926)

### März/April
- 05. März: Eduard Fiechtner, letzter Ortsvorsteher von Untertürkheim († 1922)
- 06. März: Arthur Napoleão, brasilianischer Komponist († 1925)
- 09. März: Willem Rooseboom, Generalgouverneur von Niederländisch-Indien († 1920)
- 12. März: Joachim Hinrich Wrage, deutscher Landschaftsmaler und Grafiker († 1912)
- 14. März: Alfred Altherr, Schweizer evangelisch-reformatorischer Geistlicher und Schriftsteller († 1918)
- 14. März: Léon Gustave Dehon, Begründer des Ordens der Herz-Jesu-Priester († 1925)
- 15. März: Ernst Buss, Schweizer evangelischer Geistlicher († 1928)
- 23. März: Joseph F. Johnston, US-amerikanischer Politiker († 1913)
- 24. März: Petko Karawelow, bulgarischer Politiker und Ministerpräsident († 1903)
- 24. März: Maria Annunziata, Erzherzogin von Neapel-Sizilien und Österreich-Ungarn († 1871)
- 24. März: James Mount, US-amerikanischer Politiker und zwischen 1897 und 1901 der 24. Gouverneur von Indiana († 1901)
- 29. März: Georg Treu, Archäologe, Leiter der Skulpturensammlung des Albertinums († 1921)
- 29. März: Karl Johann Brilmayer, katholischer Priester, Autor und rheinhessischer Heimatkundler († 1905)
- 29. März: Paul Ferrier, französischer Librettist und Dramatiker († 1928)
- 30. März: Hans Hermann Freiherr von Berlepsch, preußischer Jurist, Politiker und Sozialreformer († 1926)
- 31. März: Bernhard Förster, deutscher Gymnasiallehrer, politischer Agitator und Gatte von Elisabeth Nietzsche († 1889)
- 02. April: Charles Baïhaut, französischer Politiker († 1917)
- 02. April: Karl Koester, deutscher Pathologe und Hochschullehrer († 1904)
- 03. April: Knut Ekvall, schwedischer Maler († 1912)
- 04. April: Hans Richter, österreichisch-ungarischer Dirigent und Ehrenbürger von Bayreuth († 1916)
- 08. April: Asger Hamerik, dänischer Komponist und Dirigent († 1923)
- 10. April: Julius Bintz, deutscher Gymnasiallehrer, Schulleiter und Autor († 1891)
- 11. April: Johannes Minckwitz, deutscher Schachspieler und Publizist († 1901)
- 15. April: Henry James, US-amerikanischer Schriftsteller († 1916)
- 16. April: Louis Döllstädt, Weimarer Kaufmann und Gemeinderatsvorsitzender († 1912)
- 17. April: Camillo Sitte, österreichischer Architekt und Städteplaner († 1903)
- 20. April: Friedrich Carl Glaser, deutscher Ingenieur († 1910)
- 21. April: John Emms, britischer Maler († 1912)
- 25. April: Alice von Großbritannien und Irland, Großherzogin von Hessen-Darmstadt († 1878)
- 29. April: Pedro Américo, brasilianischer Maler († 1905)
- 29. April: Leo Arnoldi, deutscher Eisenbahn-Bauingenieur und Unternehmer († 1898)

### Mai/Juni

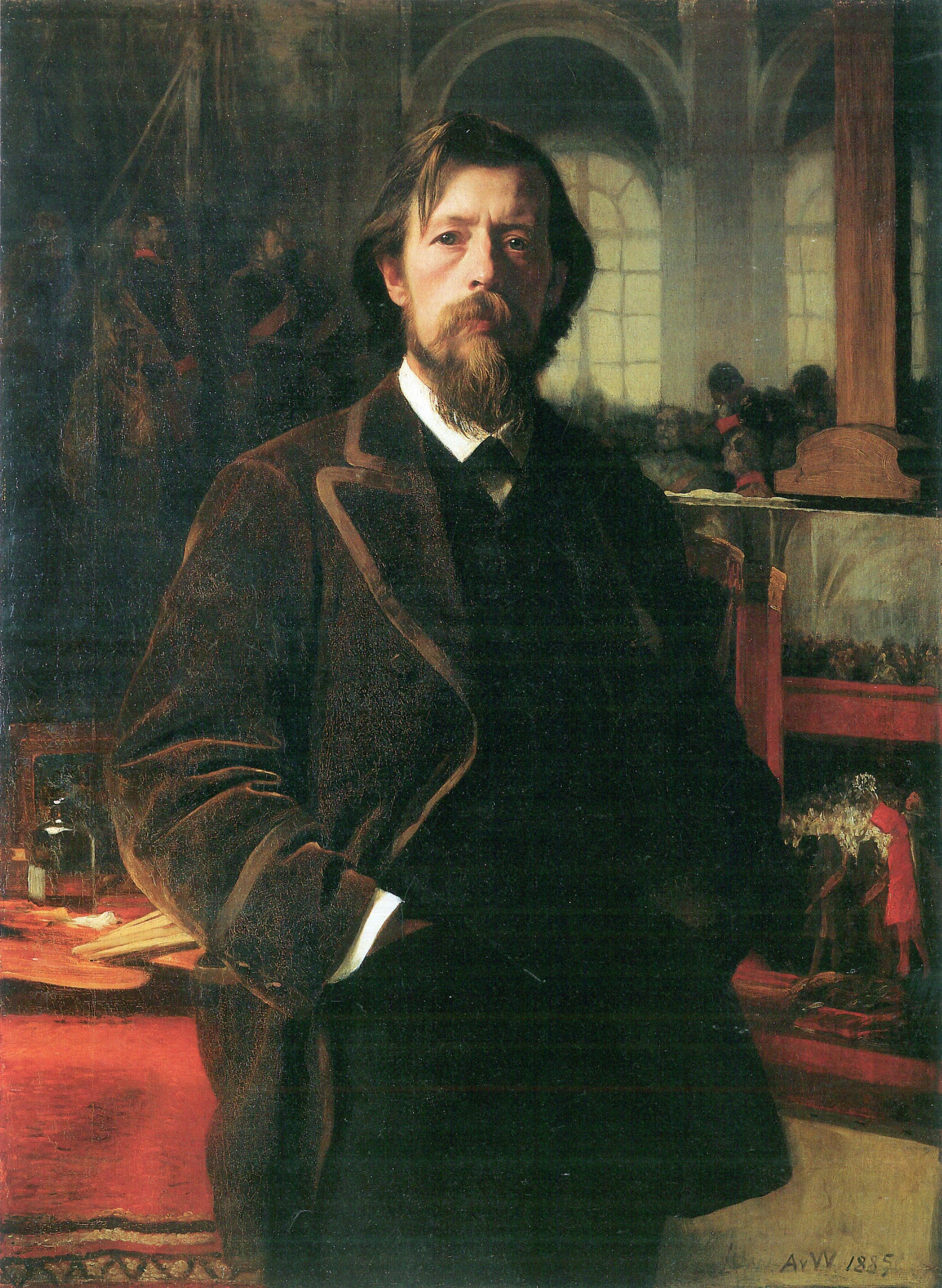
Anton von Werner, Selbstbildnis im Atelier, 1885

- 02. Mai: Siegmund Riezler, deutscher Geschichtsforscher († 1927)
- 02. Mai: Carl Michael Ziehrer, österreichischer Komponist († 1922)
- 04. Mai: Eugène Revillout, französischer Ägyptologe († 1913)
- 05. Mai: Carl Leonhard Becker, deutscher Maler und Kupferstecher († 1917)
- 06. Mai: Jules Viette, französischer Politiker († 1894)
- 08. Mai: Rudolf Mosse, deutscher Geschäftsmann und Verleger († 1920)
- 09. Mai: Hermann Hitzig, Schweizer Altphilologe († 1918)
- 09. Mai: Anton von Werner, deutscher Historienmaler († 1915)
- 10. Mai: Benito Pérez Galdós, spanischer Schriftsteller († 1920)
- 13. Mai: Giacomo Lepori, Schweizer Ingenieur und Architekt († 1898)
- 17. Mai: Otto Intze, deutscher Professor und Ingenieur, besonders Talsperrenbauer († 1904)
- 20. Mai: Emil Adam, deutscher Maler († 1924)
- 20. Mai: Louis de Diesbach, Schweizer Landwirt und Politiker († 1921)
- 21. Mai: Charles Albert Gobat, Schweizer Politiker und Friedensnobelpreisträger († 1914)
- 21. Mai: Louis Renault, französischer Jurist und Friedensnobelpreisträger († 1918)
- 23. Mai: Justus Brinckmann, deutscher Museumsgründer († 1915)
- 23. Mai: Joaquim Vayreda i Vila, katalanischer Maler († 1894)
- 29. Mai: Émile Pessard, französischer Komponist († 1917)
- 01. Juni: Auguste Wilbrandt-Baudius, deutsche Schauspielerin († 1937)
- 03. Juni: Friedrich VIII., dänischer König († 1912)
- 04. Juni: Charles Conrad Abbott, US-amerikanischer Archäologe und Naturforscher († 1919)
- 05. Juni: Tonio Bödiker, erster Präsident des Reichsversicherungsamtes († 1907)
- 07. Juni: Alfred Rabuteau, französischer Komponist († 1916)
- 09. Juni: Wilhelm Dames, deutscher Paläontologe und Geologe († 1898)

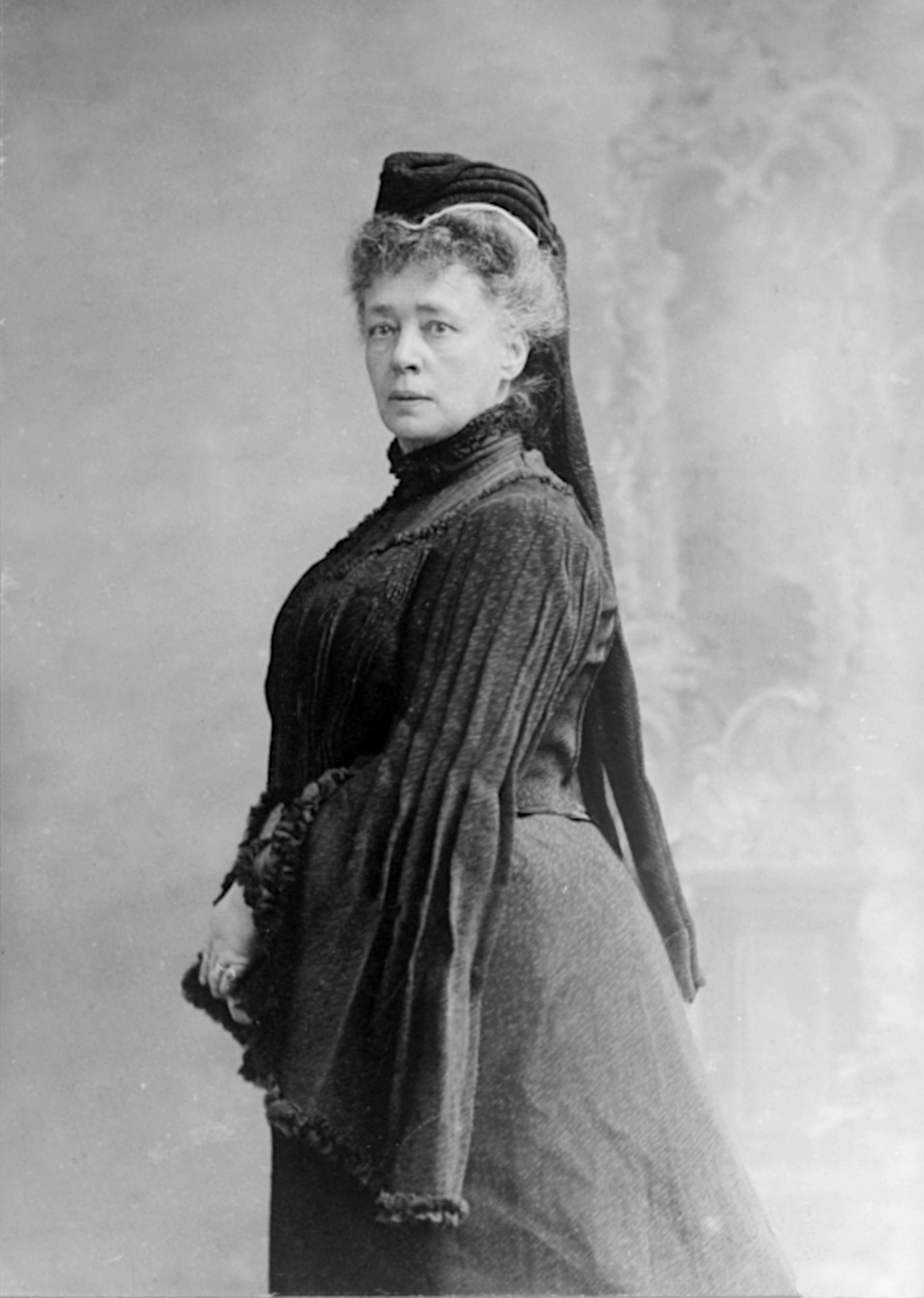
Bertha von Suttner, 1906

- 09. Juni: Bertha von Suttner, österreichische Friedensaktivistin und Friedensnobelpreisträgerin († 1914)
- 10. Juni: Charles Lefèbvre, französischer Komponist († 1917)
- 10. Juni: Heinrich von Herzogenberg, österreichischer Komponist († 1900)
- 11. Juni: Francisco Joaquim Ferreira do Amaral, portugiesischer Militär und Politiker († 1923)
- 13. Juni: Adolf Neuendorff, deutsch-US-amerikanischer Komponist, Pianist, Regisseur und Theaterintendant († 1897)
- 15. Juni: Johannes Gallandi, preußischer Oberstleutnant und Genealoge († 1917)
- 15. Juni: Edvard Grieg, norwegischer Komponist († 1907)
- 15. Juni: Ernst Friedrich Wilhelm Koenigs, Kölner Bankier († 1904)
- 18. Juni: David Popper, tschechischer Violoncellist und Komponist († 1913)
- 23. Juni: John Gregory Bourke, US-amerikanischer Ethnologe († 1896)
- 23. Juni: Paul Heinrich von Groth, deutscher Mineraloge († 1927)
- 23. Juni: Carl Ernst Otto Kuntze, deutscher Botaniker († 1907)
- 24. Juni: Andreas Ascharin, baltisch-russischer Schachspieler, Schriftsteller, Pädagoge und Übersetzer († 1896)
- 29. Juni: Heinrich Büssing, deutscher Konstrukteur und der Gründer der Büssing AG († 1929)
- 30. Juni: Ernest Satow, britischer Diplomat und Japanologe († 1929)
- 30. Juni: Herbert Stewart, britischer Generalmajor († 1885)
- 30. Juni: Karolina Utriainen, finnische Laienpredigerin († 1929)

### Juli/August
- 03. Juli: Wilhelm Studemund, deutscher Klassischer Philologe († 1889)
- 05. Juli: Anton Ausserer, österreichischer Naturforscher und Arachnologe († 1889)
- 06. Juli: Ludwig Beissner, deutscher Botaniker († 1927)

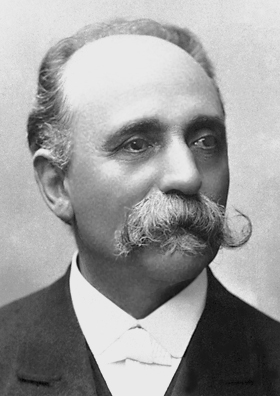
Camillo Golgi

- 07. Juli: Camillo Golgi, italienischer Mediziner und Physiologe († 1926)
- 07. Juli: James E. Campbell, US-amerikanischer Politiker († 1924)
- 09. Juli: Ludwig Brunow, deutscher Bildhauer († 1913)
- 10. Juli: Giuseppe Lorenzoni, italienischer Astronom († 1914)
- 14. Juli: Valentine Ball, irischer Geologe, Zoologe und Museumsdirektor († 1895)
- 17. Juli: Julio Argentino Roca, Präsident von Argentinien († 1914)
- 24. Juli: William de Wiveleslie Abney, britischer Chemiker und Fotograf († 1920)
- 26. Juli: Israel Landauer, deutscher Bankier, Fabrikant und Wohltäter († 1913)
- 27. Juli: Leonhard Lang, österreichischer Papierhändler und Wohltäter († 1928)
- 29. Juli: Johannes Schmidt, deutscher Sprachwissenschaftler († 1901)
- 29. Juli: Oskar Rassau, deutscher Bildhauer († 1912)
- 29. Juli: Jasper Bisbee, US-amerikanischer Old-Time-Musiker († 1935)
- 30. Juli: Wilhelm Elfe, Stadtrat, Ehrenbürger Wittenbergs († 1931)
- 31. Juli: Friedrich Robert Helmert, deutscher Geodät und Mathematiker († 1917)

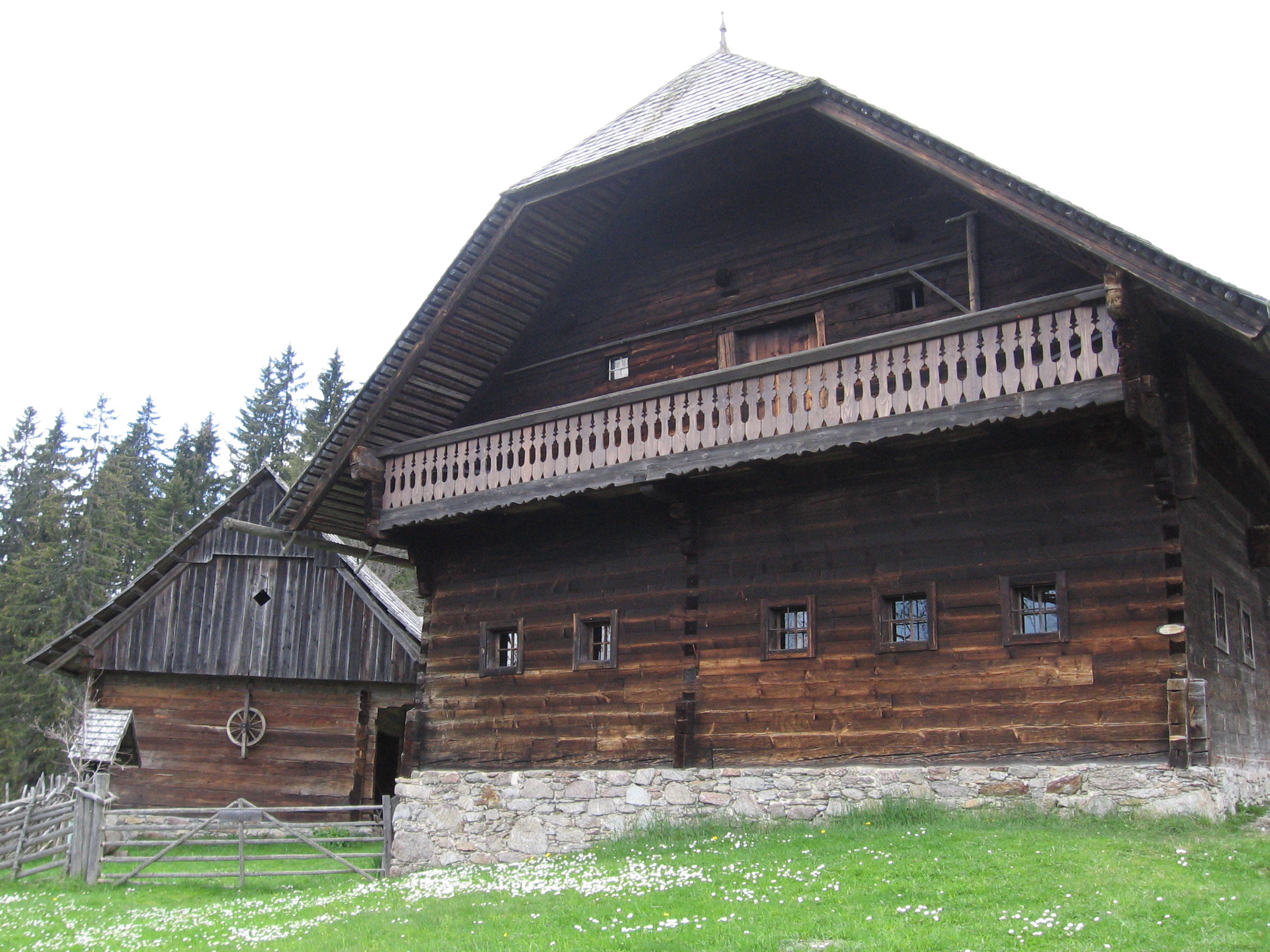
Der Kluppeneggerhof, Roseggers Geburtshaus in der „Waldheimat“

- 31. Juli: Peter Rosegger, österreichischer Schriftsteller († 1918)
- 01. August: Emil Schallopp, deutscher Schachmeister († 1919)
- 01. August: Robert Todd Lincoln, US-amerikanischer Politiker († 1926)
- 03. August: Hermann Sprecher von Bernegg, Schweizer Jurist und Politiker († 1902)
- 04. August: Leo Gans, deutscher Chemiker und Ehrenbürger von Frankfurt am Main († 1935)
- 08. August: Gustav Oswald Ahnert, deutscher Jurist und Politiker († 1920)
- 11. August: Louis Gathmann, Ingenieur und Erfinder († 1917)
- 12. August: Colmar Freiherr von der Goltz, preußischer Generalfeldmarschall und Militärschriftsteller († 1916)
- 17. August: Mariano Rampolla del Tindaro, italienischer Kardinalstaatssekretär († 1913)
- 19. August: Cyrus I. Scofield, US-amerikanischer Jurist und Theologe († 1921)
- 20. August: Nicolò Marini, italienischer Kardinal der römisch-katholischen Kirche († 1923)
- 21. August: Ludwig von Oppenheimer, österreichischer Großgrundbesitzer und Politiker († 1909)
- 24. August: Ernst Wülcker, deutscher Germanist, Historiker und Archivar († 1895)
- 27. August: Wilhelm Wisser, Gymnasialprofessor und Mundartforscher († 1935)
- 29. August: Alfred-Pierre Joseph Agache, französischer Maler († 1915)
- 31. August: Georg von Hertling, deutscher Politiker († 1919)

### September
- 03. September: Jacob Lindboe, norwegischer Jurist und Politiker († 1902)
- 04. September: Rafael Ildefonso Arté, spanischer Musikpädagoge († 1877)
- 04. September: Ján Levoslav Bella, slowakischer Komponist († 1936)
- 04. September: James-Alfred Porret, Schweizer evangelischer Geistlicher und Hochschullehrer († 1924)
- 05. September: Giuseppina Gabriella Bonino, Selige, italienische Ordensschwester und Ordensgründerin († 1906)
- 05. September: Anselm Schott, deutscher Benediktiner († 1896)
- 06. September: Yves Guyot, französischer Politiker († 1928)
- 07. September: Otto von Diederichs, deutscher Admiral († 1918)
- 08. September: Dmitri Nikolajewitsch Anutschin, russischer Geograph, Ethnologe und Anthropologe († 1923)
- 09. September: Alejandro Ferrant y Fischermans, spanischer Maler († 1917)
- 09. September: Oscar Montelius, schwedischer Archivar und Archäologe († 1921)
- 09. September: Romain-Octave Pelletier, kanadischer Organist und Komponist († 1927)
- 11. September: Adolf Wach, deutscher Rechtswissenschaftler († 1926)
- 11. September: Julius Krautz, deutscher Scharfrichter († 1921)
- 12. September: Émile Eudes, französischer Kommunarde († 1888)
- 21. September: Adolf Römer, deutscher Altphilologe († 1913)
- 22. September: Otto Nägeli, Schweizer Mediziner, Heimatforscher und Mundartautor († 1922)
- 24. September: Berthold Welte, deutscher Fabrikant und Geschäftsmann († 1918)
- 24. September: Martin von Nathusius, deutscher Hochschullehrer und Reformtheologe († 1906)
- 26. September: Joseph Furphy, australischer Schriftsteller († 1912)
- 29. September: Michail Skobelew, russischer General († 1882)
- 30. September: Mathilde in Bayern, deutsche Hochadelige aus dem Haus Wittelsbach († 1925)

### Oktober
- 01. Oktober: Karl Nikolai Jensen Börgen, deutscher Astronom († 1909)
- 03. Oktober: Johann Heinrich Wilhelm Dietz, deutscher Verleger und Sozialdemokrat († 1922)
- 05. Oktober: Claudio Rebagliati, Komponist, Geiger, Dirigent und Musikpädagoge († 1909)
- 09. Oktober: Christian Christiansen, dänischer Physiker († 1917)
- 13. Oktober: Otto Lueger, deutscher Ingenieur, Herausgeber des Lexikons der gesamten Technik († 1911)
- 15. Oktober: Herbert W. Ladd, US-amerikanischer Politiker († 1913)
- 16. Oktober: Johann Friedrich Ahlfeld, deutscher Gynäkologe († 1929)
- 18. Oktober: Friedrich Matz der Ältere, deutscher Archäologe († 1874)

### November/Dezember
- 02. November: Mark Matwejewitsch Antokolski, russischer Bildhauer († 1902)
- 06. November: Job Cooper, US-amerikanischer Politiker († 1899)
- 08. November: Moritz Pasch, deutscher Mathematiker († 1930)
- 10. November: Max Honsell, deutscher Wasserbauingenieur und Professor († 1910)
- 14. November: Theodor Wilhelm Engelmann, deutscher Physiologe, Biologe und Zoologe († 1909)
- 15. November: Joseph König, deutscher Chemiker († 1930)
- 19. November: Richard Avenarius, deutscher Philosoph und Vertreter des Empiriokritizismus († 1896)
- 23. November: Louis Eysen, deutscher Maler († 1899)
- 23. November: Henry C. Payne, US-amerikanischer Politiker († 1904)
- 23. November: Joseph Sucher, Komponist und Dirigent († 1908)
- 24. November: Eugen von Zimmerer, deutscher Gouverneur von Kamerun († 1918)
- 26. November: Karl Arnau, österreichischer Schauspieler († 1910)
- 27. November: Elizabeth Stride, drittes Opfer der Whitechapel-Morde des Serienmörders Jack the Ripper († 1888)
- 28. November: Émile Bernard, französischer Organist und Komponist († 1902)
- 28. November: Manuel Gregorio Tavárez, puerto-ricanischer Komponist, Pianist und Musikpädagoge († 1883)
- 03. Dezember: William Gatacre, britischer General († 1906)
- 08. Dezember: Teodoro Anastasia, Schweizer Ingenieur und Architekt († 1892)
- 09. Dezember: Gottfried Merzbacher, deutscher Geograph, Alpinist und Forschungsreisender († 1926)

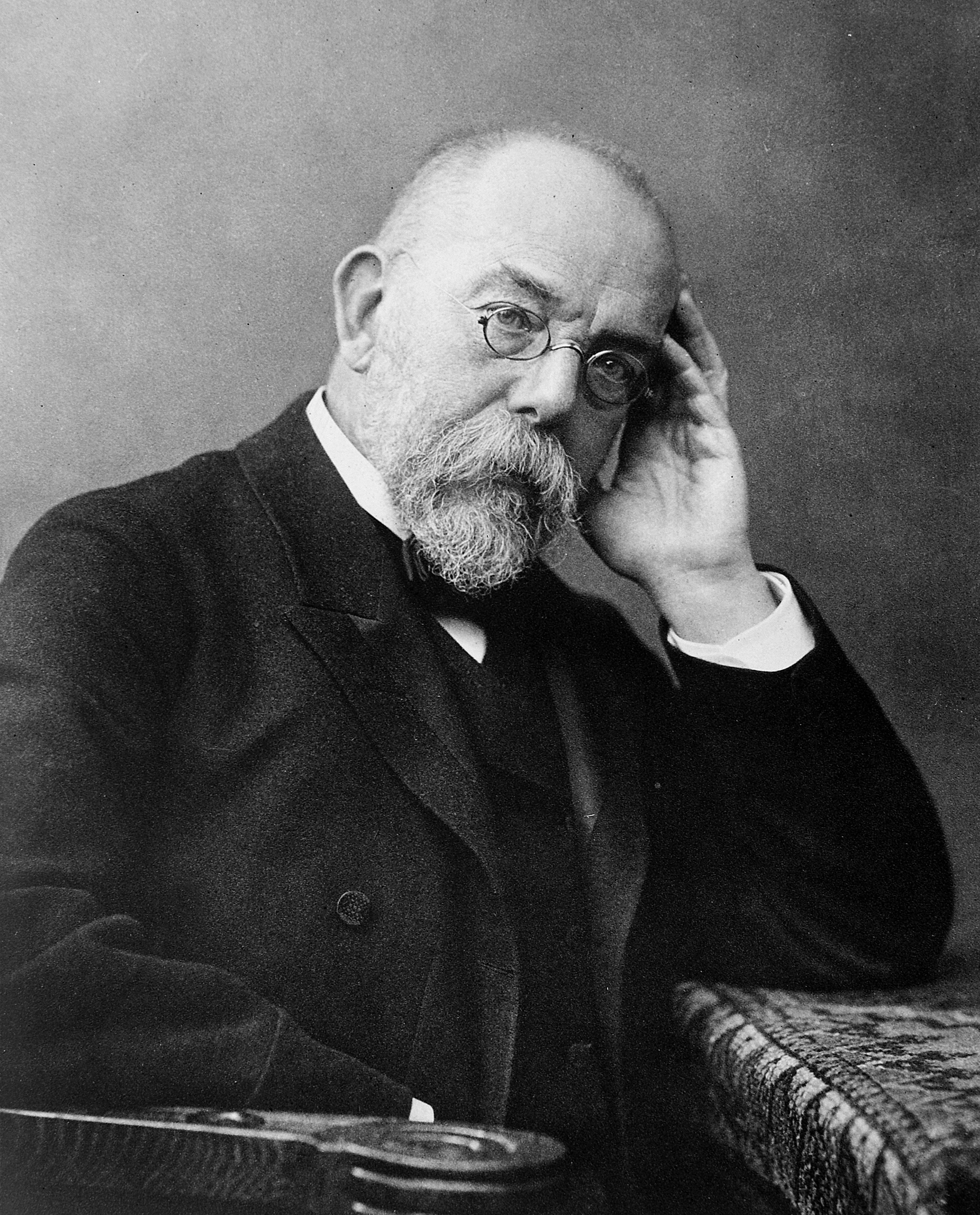
Robert Koch

- 11. Dezember: Robert Koch, deutscher Mediziner und Mikrobiologe († 1910)
- 12. Dezember: William P. Dillingham, US-amerikanischer Politiker († 1923)
- 15. Dezember: Heinrich Abel, Jesuit († 1926)
- 15. Dezember: Heinrich Schaumberger, deutscher Dichter und Erzähler († 1874)
- 15. Dezember: Albert Benjamin Simpson, kanadischer presbyterianischer Pastor, Evangelist und Autor († 1919)
- 16. Dezember: Joseph V. Quarles, US-amerikanischer Politiker († 1911)
- 18. Dezember: Hermann von Maltzan, deutscher Naturforscher und Schriftsteller († 1891)
- 19. Dezember: Mauro Fernández Acuña, costa-ricanischer Minister für öffentliche Bildung und Bankdirektor († 1905)
- 19. Dezember: Albert Steck, Mitgründer der Sozialdemokratischen Partei der Schweiz († 1899)
- 20. Dezember: Arnold Niggli, Schweizerischer Musikhistoriker und -kritiker († 1927)
- 21. Dezember: Charles Phelps Taft, US-amerikanischer Politiker († 1929)
- 25. Dezember: Louis Grand, Schweizer Jurist und Politiker († 1909)
- 28. Dezember: Wilhelm Clemm, deutscher Altphilologe († 1883)
- 29. Dezember: Carmen Sylva, rumänische Königin und Schriftstellerin († 1916)

### Genaues Geburtsdatum unbekannt
- Angelo Agostini, brasilianischer Karikaturist und Journalist († 1910)
- Nataniel Aguirre, bolivianischer Dichter, Dramaturg, Rechtsanwalt, Politiker und Diplomat († 1888)
- Max Arendt, deutscher Politiker († 1913)
- Takvor Nalyan, armenischer Schauspieler, Lehrer, Übersetzer und Autor († um 1877)
- Fazlollah Nuri, schiitischer Geistlicher, († 1909)
- Eugen Adalbert Woycke, deutscher Pianist, Komponist und Musikpädagoge († nach 1900)

## Gestorben

### Erstes Halbjahr
- 04. Januar: Stevens Mason, US-amerikanischer Politiker (* 1811)
- 09. Januar: William Hedley, englischer Grubendirektor (* 1779)
- 10. Januar:  Franz Seraphicus Schmid, römisch-katholischer Geistlicher und Autor (* 1764)
- 11. Januar: Francis Scott Key, US-amerikanischer Rechtsanwalt und Amateurdichter (* 1779)
- 12. Januar: Ernst Friedrich Ferdinand Robert, deutscher Maler und Hochschullehrer (* 1763)
- 23. Januar: Friedrich de la Motte Fouqué, deutscher Dichter der Romantik (* 1777)
- 29. Januar: Wilhelm Ludwig Abeken, deutscher klassischer Archäologe (* 1813)
- 30. Januar: Friedrich von Adelung, deutscher Jurist und Philosoph (* 1768)
- 13. Februar: Nathaniel Chipman, US-amerikanischer Politiker (* 1752)
- 18. Februar: Karl Rikli, Schweizer evangelischer Geistlicher (* 1791)
- 26. Februar: Tommaso Rima, Schweizer Militärarzt (* 1775)
- 21. März: Robert Southey, englischer Dichter, Geschichtsschreiber und Kritiker (* 1774)
- 27. März: Jakob Gauermann, deutscher Maler, Zeichner und Kupferstecher (* 1773)
- 27. März: Samuel McRoberts, US-amerikanischer Politiker (* 1799)
- 28. März: Friedrich Wilhelm Karl von Aderkas, deutscher Offizier und Professor (* 1767)
- 31. März: Thomas Fowler, britischer Mathematiker und Erfinder (* 1777)
- 31. März: George A. Waggaman, US-amerikanischer Politiker (* 1782)
- 01. April: John Armstrong junior, US-amerikanischer Soldat und Politiker (* 1758)
- 03. April: Matthias Joseph Anker, österreichischer Geologe (* 1771)
- 11. April: Gawrila Ratschinski, russischer Komponist (* 1777)
- 14. April: Joseph Lanner, österreichischer Komponist und Violinist (* 1801)
- 21. April: Augustus Frederick, britischer Prinz (* 1773)
- 25. April: Eduard August Feuerbach, deutscher Rechtsgelehrter (* 1803)
- 26. April: Kagawa Kageki, japanischer Tanka-Dichter (* 1768)
- 25. April: John McCracken Robinson, US-amerikanischer Politiker (* 1794)
- 03. Mai: Thomas Hislop, 1. Baronet, britischer General und stellvertretender Gouverneur von Trinidad (* 1762)
- 13. Mai: Agnes Franz, deutsche Schriftstellerin (* 1794)
- 18. Mai: Friedrich Christoph Perthes, deutscher Buchhändler und Verleger (* 1772)
- 21. Mai: Gustav Asverus, deutscher Jurist (* 1798)

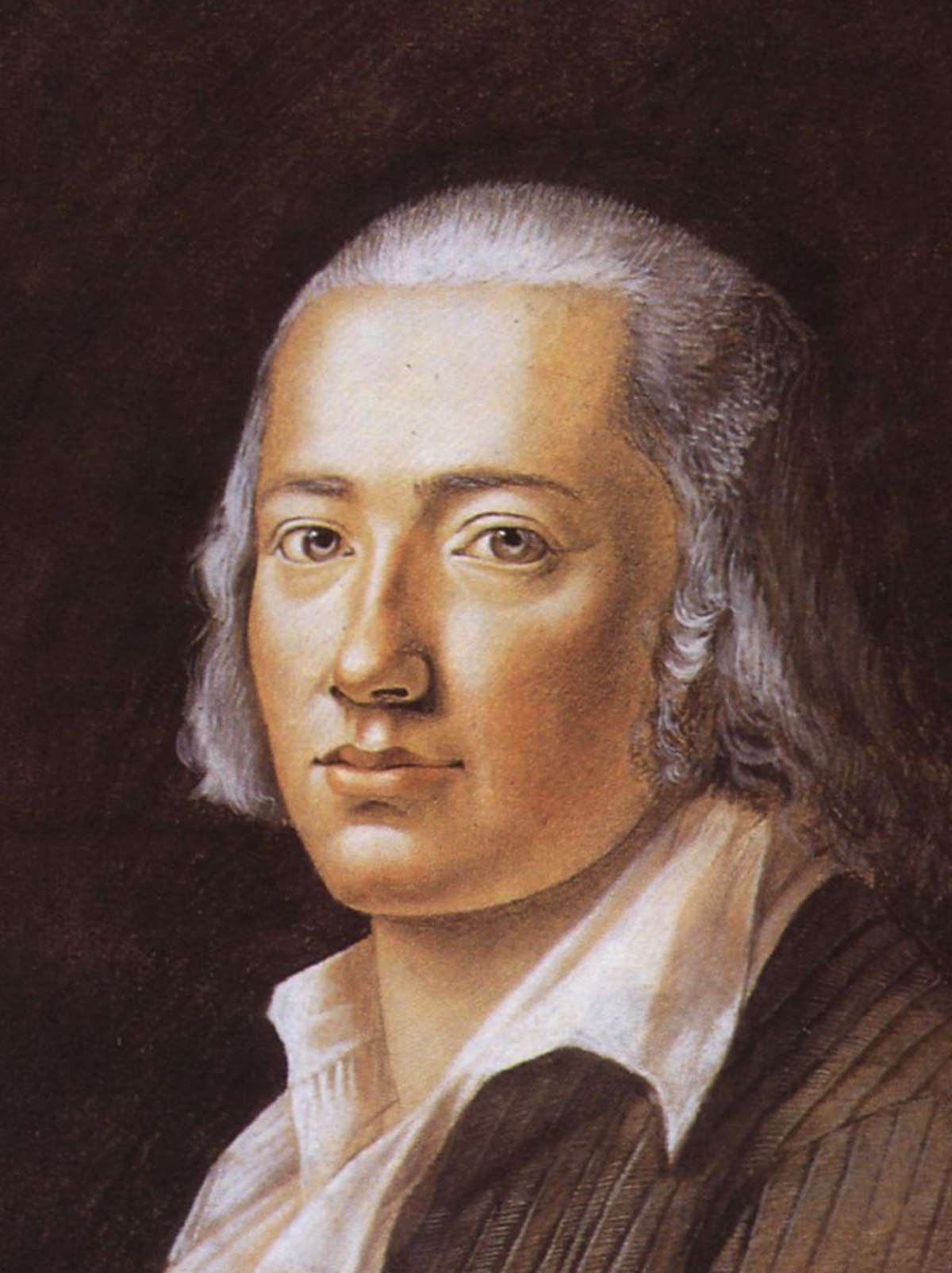
Friedrich Hölderlin, 1792

- 07. Juni: Friedrich Hölderlin, deutscher Dichter (* 1770)
- 11. Juni: Michael Leopold Enk von der Burg, österreichischer Benediktinermönch, Schriftsteller und Literaturtheoretiker (* 1788)
- 14. Juni: Johann Heinrich August von Duncker, deutscher Optiker und Industrieller (* 1767)
- 20. Juni: Hugh S. Legaré, US-amerikanischer Politiker (* 1797)
- 24. Juni: Johann Friedrich Kind, deutscher Schriftsteller (* 1768)

### Zweites Halbjahr
- 02. Juli: Samuel Hahnemann, deutscher Arzt (Begründer der Homöopathie) (* 1755)
- 05. Juli: Adam Joseph Oestreich, deutscher Orgelbauer (* 1799)
- 07. Juli: Josef Annegarn, deutscher Theologe, Pädagoge und Professor (* 1794)
- 07. Juli: Ludwig Philipp von Bombelles, österreichischer Diplomat (* 1780)
- 07. Juli: John Holmes, US-amerikanischer Politiker (* 1773)
- 09. Juli: Washington Allston, US-amerikanischer Maler und Dichter (* 1779)
- 09. Juli: Caroline Pichler, österreichische Schriftstellerin (* 1769)
- 13. Juli: John Rowan, US-amerikanischer Politiker (* 1773)
- 14. Juli: Miguel Ricardo de Álava, spanischer General und Diplomat (* 1771)
- 22. Juli: Giustiniano degli Avancini, italienischer Maler (* 1807)
- 23. Juli: Antonín Mánes, tschechischer Maler und Zeichner des Romantismus (* 1784)
- 25. Juli: Karl Friedrich von Rumohr, deutscher Kunsthistoriker, Schriftsteller und Gastrosoph (* 1785)
- 03. August: Fabrizio Sceberras Testaferrata, maltesischer Kardinal (* 1757)
- 09. August: Maria Clementine Martin,  Nonne, Gründerin von Klosterfrau Melissengeist (* 1775)
- 10. August: Jakob Friedrich Fries, deutscher Philosoph (* 1773)
- 12. August: Franz-Ludwig Mersy, deutscher Theologe (* 1785)
- 22. August: Wilhelm Arnold Günther, deutscher Weihbischof (* 1763)
- 04. September: Hermann Diedrich Piepenstock, deutscher Kaufmann und Fabrikant (* 1782)
- 06. September: Jean-François Vuarin, Schweizer römisch-katholischer Geistlicher (* 1769)
- 09. September: Günther von Berg, deutscher Politiker und Schriftsteller (* 1765)
- 15. September: Karl von Grolman, preußischer General und Chef des Generalstabs (* 1777)
- 16. September: José María Queipo de Llano Ruiz de Saravia, spanischer Historiker, Politiker und Ministerpräsident Spaniens (* 1786)

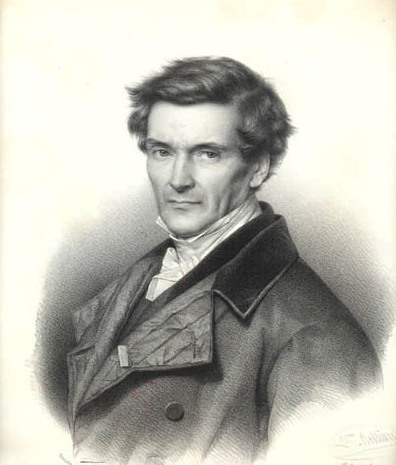
Gaspard Gustave de Coriolis

- 19. September: Gaspard Gustave de Coriolis, französischer Mathematiker (* 1792)
- 21. September: José Antonio Picasarri, argentinischer Geistlicher und Musiker (* 1769)
- 27. September: Burkhard Wilhelm Seiler, deutscher Mediziner (* 1779)
- 28. September: Reinhold Bernhard Jachmann, deutscher Theologe und Pädagoge (* 1767)
- 03. Oktober: Lewis F. Linn, US-amerikanischer Politiker (* 1795)
- 06. Oktober: Carl Amon, österreichischer Maler (* 1798)
- 06. Oktober: Archibald Campbell, britischer General (* 1769)
- 14. Oktober: Maximilian Emanuel von Lerchenfeld, deutscher Politiker (* 1778)
- 19. Oktober: Louis-Barthélémy Pradher, französischer Pianist, Komponist und Musikpädagoge (* 1782)
- 24. Oktober: Roman Sołtyk, polnischer General (* 1791)
- 26. Oktober: Johann Christian August Heinroth, deutscher Psychiater (* 1773)
- 10. November: John Trumbull, US-amerikanischer Künstler (* 1756)
- 18. November: Armand Beauvais, US-amerikanischer Politiker (* 1783)
- 26. November: Ludwig Adam Dieffenbach, deutscher evangelischer Theologe (* 1772)
- 12. Dezember: Wilhelm I., erster niederländischer König (* 1772)
- 14. Dezember: John Claudius Loudon, schottischer Botaniker und Landschaftsarchitekt (* 1783)

### Genaues Todesdatum unbekannt
- Abdallah II. ibn Thunayyan ibn Ibrahim Al Saud, Imam der Wahhabiten
- Johanna Eleonore Antoni, deutsche Schriftstellerin (* 1762)
- John Roger Arnold, englischer Uhrmacher (* 1769)
- Kazim-i-Raschti, Führer des Scheichismus (* 1793)